# Stånd (samhällsklass)
För andra betydelser, se Stånd.

Präst, riddare och bonde.

Ett stånd är någon av de historiska samhällsklasser som haft juridiskt fastställda privilegier och skyldigheter. De svenska ständerna var adelsståndet, prästeståndet, borgarståndet och bondeståndet.

## De svenska ständerna
De svenska ständerna uppkom under medeltiden och var efter reformationen fyra: 
- adelsståndet
- prästeståndet
- borgarståndet
- bondeståndet

Dessa representerade adeln, prästerskapet, borgarna och bönderna i riksdagen till representationsreformen 1866 då systemet ersattes av en tvåkammarriksdag.
I och med ståndsriksdagen blev ständerna i Sverige dels politiska grupperingar, dels företrädare för en slags socialklass.

### Indelning
Ständerna var inte indelade efter ekonomisk situation utan efter verksamhetsområde. Det förekom ståndscirkulation, särskilt i krigstid medan det var något ovanligare under fredsperioder. För att tillhöra adelsståndet krävdes att ätten erhållit adelsbrev eller liknande bekräftelse samt blivit introducerad på Riddarhuset. Bönderna var markägare och var verksamma med att producera livsmedel, borgarna var verksamma inom näringslivet, prästerna inom kyrkan och adeln som ämbetsmän och militärer. En del människor var inte representerade av något stånd. Vid ståndsmöten, som ständerna hade var för sig i anslutning till riksdagarna, närvarade utvalda eller särskilt uppsatta personer för sin grupp. Undantaget var adeln, då samtliga adelsmän närvarade vid ståndsmötena.

## Västvärlden
I Frankrike var stånden fram till den franska revolutionen adel, präster och det tredje ståndet, som alla representerades i den franska riksförsamlingen. Kungen räknades som en egen, fjärde klass.
I den medeltida skotska parlamentet var stånden tre: prelater, lorder och borgare.
Liknande indelningar fanns också i bland annat Ryssland, Tysk-romerska riket och Storbritannien.

## Icke-västerländska ståndssamhällen
I Japan delades folket under Edoperioden in i fyra ständer: Krigare (samurajer), bönder, hantverkare och köpmän, en indelning som i sin tur gick tillbaka på konfucianismens uppdelning i fyra samhällsklasser.
Det medeltida Swahilisamhället bestod av de fyra ständerna härskare, köpmän, hantverkare och arbetare.
Kungadömet Merina på Madagaskar delade in sin befolkning i aristokrater (andriana), vanliga medborgare (hova) och slavar (andevo).
I det traditionella indiska kastväsendet delades folket in i fem grupper, präster, krigare, köpmän, bönder och daliter, de som stod utanför kastväsendet och samhället.